# Pfarrkirche St. Martin (Altdorf)

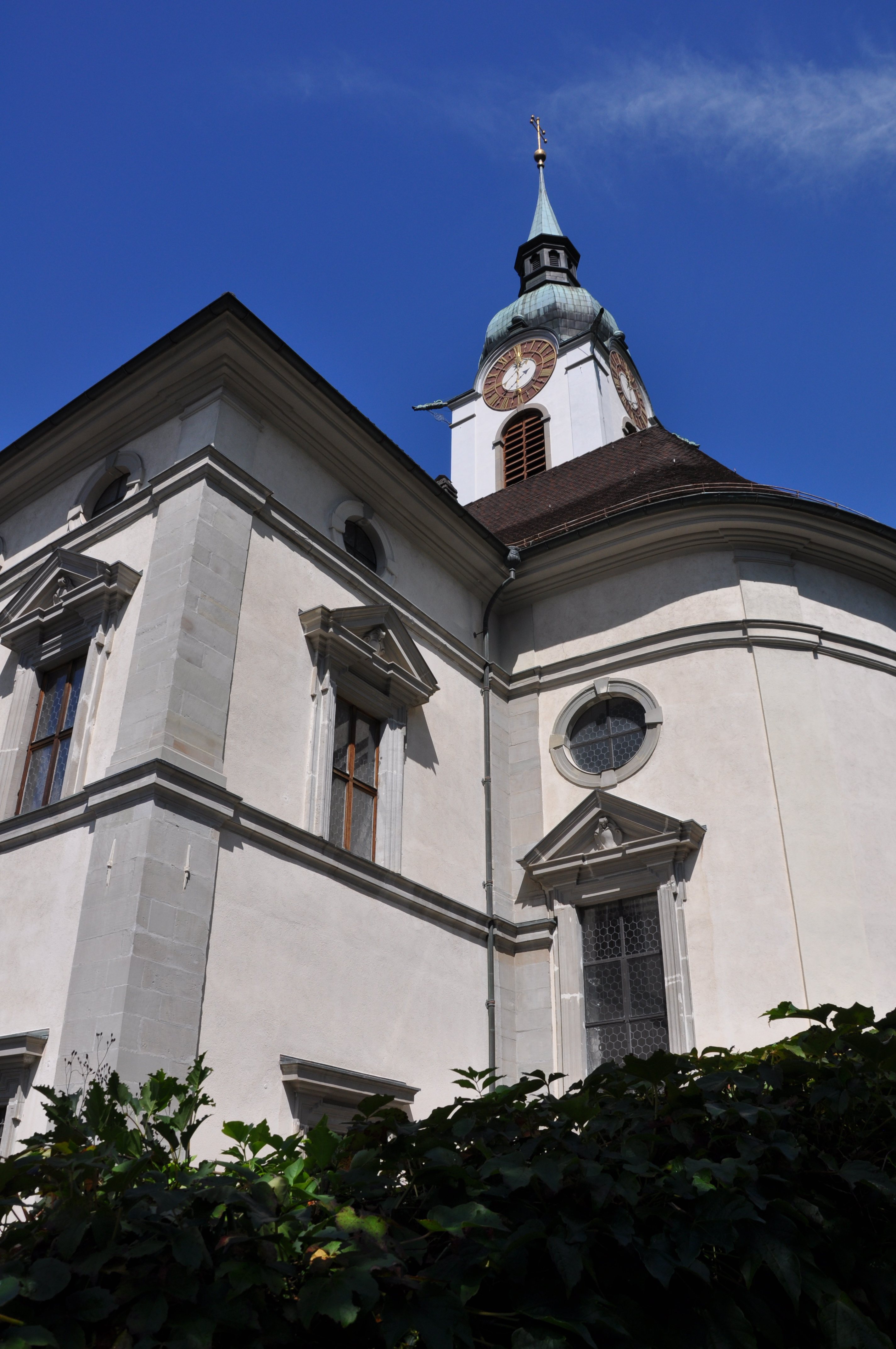
Pfarrkirche St. Martin

Die Pfarrkirche St. Martin ist die römisch-katholische Pfarrkirche von Altdorf im Kanton Uri. Der dem heiligen Martin von Tours geweihte Bau entstand in den Jahren 1602 bis 1606 nach den Plänen des Baumeisters Rocco Ruggia. In der Entwicklungsgeschichte der Schweizer Sakralarchitektur hat die Altdorfer Martinskirche eine besondere Stellung, da sie der erste frühbarocke Kirchenbau in der deutschsprachigen Schweiz ist. Beim Dorfbrand von 1799 wurde die ursprüngliche Innenausstattung zu einem grossen Teil zerstört und danach durch eine klassizistische ersetzt. Die Kirche ist als Kulturgut von nationaler Bedeutung eingestuft. Sie gehört zum Seelsorgeraum Altdorf der Landeskirche Uri im Bistum Chur.
Der Kirchenbezirk umfasst neben der Pfarrkirche auch die südlich davon gelegene Beinhauskapelle St. Anna, die nördlich gelegene Ölbergkapelle sowie den Friedhof.

## Geschichte
Das Patrozinium der Kirche ist durch eine bildliche Darstellung des heiligen Martin auf einem Pfarrherrensiegel seit 1260 bekannt, seit 1359 auch urkundlich. Zugunsten des Fraumünsters in Zürich verzichtete der Bischof von Konstanz im Jahr 1244 auf die Einkünfte der Pfarrei. Diese umfasste damals neben Altdorf auch Attinghausen, Erstfeld, Flüelen, Isenthal, Seedorf, Seelisberg und Sisikon. Mit der Abspaltung von Sisikon begann 1387 die Pfarrei zu schrumpfen, bis 1665 nur noch das Gemeindegebiet von Altdorf dazu gehörte. Bürgermeister und Rat der reformiert gewordenen Stadt Zürich, Rechtsnachfolgerin der Fraumünsterabtei, verzichteten 1525 auf die Lehnspflicht der Pfarrei Altdorf, woraufhin die Kirchenverwaltung vollständig an das Dorf überging. Die Kirchgemeinde in ihrer heutigen Form besteht seit 1846.
Anhand von Grabungen konnten am Standort der Kirche vier Vorgängerbauten nachgewiesen werden. Die erste reicht in das dritte Viertel des 7. Jahrhunderts zurück und besass ein Langhaus von etwa zehn Metern Breite sowie drei alemannische Steingräber mit Beigaben (diese werden im Historischen Museum des Kantons Uri ausgestellt). Die zweite Kirche aus dem 9./10. Jahrhundert war kaum grösser, im Gegensatz zur ersten haben sich aber Spuren des Chors erhalten. Im 12. Jahrhundert entstand eine romanische Saalkirche, die als erste über einen Kirchturm verfügte. Die vierte Kirche, in der ersten Hälfte des 14. Jahrhunderts im gotischen Stil errichtet, übertraf die Ausdehnung der Vorgängerbauten um ein Mehrfaches. Das Langhaus war nur wenig kürzer als jenes der heutigen Kirche, vor dem Chor befand sich ein Lettner. Erhalten geblieben sind der Turmschaft (bis in eine Höhe von 29,5 Metern) und einige Teile der Ausstattung. Diese Kirche ist in der 1548 erschienenen Chronik von Johannes Stumpf abgebildet.
Nachdem ein Erdbeben 1601 die Kirche beschädigt hatte, beschlossen die Kirchgenossen ein Jahr später den Neubau des östlichen Teils mit Chor und Sakristei. Der Urner Landammann Sebastian von Beroldingen übernahm die Planung und betraute den Baumeister Rocco Ruggia aus Lugano mit der Ausführung. Ruggia baute im Barockstil, der in Oberitalien in Mode gekommen war und nun erstmals auch in der deutschsprachigen Schweiz zur Anwendung gelangte. Da das gotische Langhaus nicht mehr mit der neu errichteten Ostpartie zusammenpasste, erhielt Ruggia 1603 den Auftrag, auch diesen Teil umzubauen. Für den Dachstuhl und das Zimmerwerk verpflichtete man Lienhard Schläpfer aus Appenzell. 1605 waren die Aussenarbeiten abgeschlossen. 1606 erhöhte Schläpfer den Kirchturm. Der Konstanzer Bischof Jakob Fugger weihte die Kirche am 1. Oktober 1606 ein. Die Baukosten betrugen insgesamt 28.300 Gulden.
Ein verheerender Grossbrand zerstörte am 5. April 1799 rund 400 Gebäude. Betroffen war auch die Kirche: Das Feuer zerstörte die obere Partie des Turms, das Dach des Chors und des Kirchenschiffs sowie einen grossen Teil der Innenausstattung. Joseph Ritter, der Holzwerkmeister der Stadt Luzern, empfahl den Abbruch des obersten Teils der Mauern und deren Erhöhung um 3,3 Meter, ebenso eine Verlängerung des Chors um drei Meter. Diese Arbeiten wurde 1801/02 durchgeführt, ab 1803 war die Kirche wieder nutzbar. Die Bauleitung hatte Franz Josef Rey inne. 1895 fand eine Aussenrenovation statt, 1903 eine Innenrenovation. 1965/71 folgte eine Gesamtrestaurierung, begleitet von archäologischen Untersuchungen.

## Bauwerk
Die Kirche befindet sich leicht erhöht über dem Ortskern, auf einem Ausläufer der steil abfallenden Eggberge. Sie ist exakt in West-Ost-Richtung angeordnet, wobei sie dem Dorf ihre 56 Meter lange Südfassade zuwendet. Der Baukörper ist dreifach gestaffelt: mit dem Portikus vor dem Eingangsportal, mit der Auskragung der Seitenkapelle und mit der Sakristei. Feinteilig gequaderte Lisenen aus Sandsteinen trennen die einzelnen Bauteile. Ein Gurtgesims bildet nach oben die Abgrenzung zu einer aufgemauerten Mezzaninpartie, die mehrere kleine runde Fenster (Okuli) aufweist. Ein weiteres Gurtgesims unterteilt Seitenkapelle und Sakristei in ein Haupt- und Obergeschoss. Die Sakristeifenster im Format 2:1 ähneln in ihrer Ausformung und Profilierung jenen der Tambourfenster der 20 Jahre zuvor entstandenen Kirche Santa Maria Maddalena in Rom. Das Kapellenfenster und die drei Fenster des Langhauses sind ähnlich gestaltet, jedoch deutlich länger (2,5:1 bzw. 2,67:1).
Der Haupteingang links des vorkragenden Kapellentraktes ist von dorischen Pilastern umgeben, die mit lang gestreckten Triglyphen und Guttae verziert sind. Dazwischen befindet sich breiter Fries unter einem ausladenden Segmentgiebel. Das Tympanon enthält eine Kartusche mit Inschrift. Die Türflügel sind mit geschnitzten Mustern dekoriert. Den Portalbereich überdeckt ein Vorzeichen mit Gewölbe. Ein weiteres Eingangsportal mit Vorzeichen befindet sich an der westlichen Schmalseite, unter einem Giebel mit Krüppelwalm. Es ist als Rundbogenportal mit lorbeergeschmücktem Schlussstein gestaltet. Keinen Eingang besitzt die nördliche Längsseite. Auf eine Gliederung mit Lisenen wurde verzichtet. Da auch der vom gotischen Vorgängerbau übernommene Turmschaft ungegliedert mit glatten Mauerflächen empor ragt, wirkt diese dem Berghang zugewandte Fassade nüchtern. Auf den Bogenscheiteln des Kirchturms sitzen Zifferblätter, die zur Hälfte in die Kuppel hinaufragen. Zuoberst ist eine Laterne mit kleinem Spitzhelm zu finden.

## Ausstattung

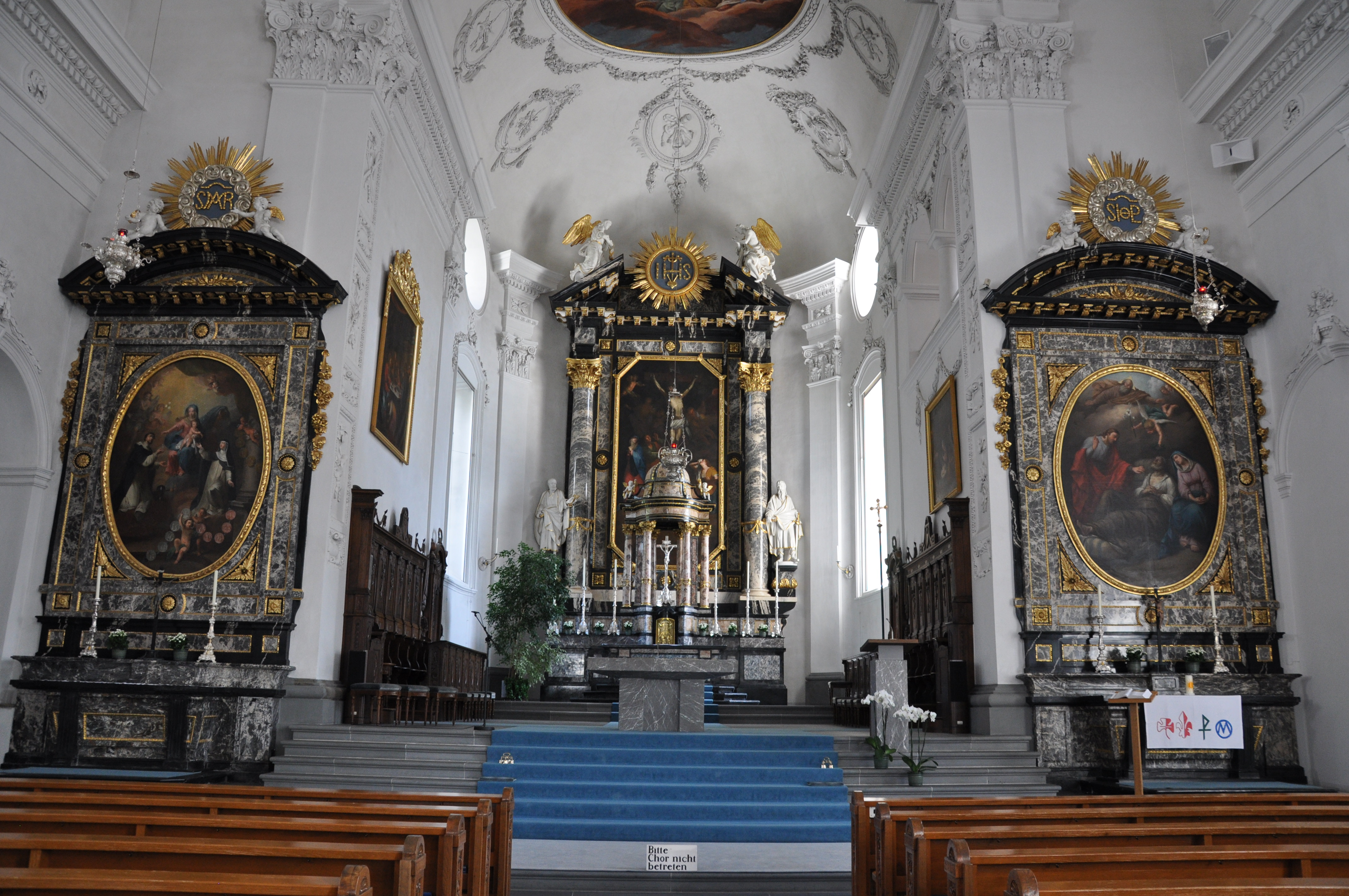
Innenansicht

Das Langhaus mit Tonnengewölbe ist 36 m lang, 16 m breit und 18 m hoch. Die originale Ausstuckierung des frühen 17. Jahrhunderts ist in der oberen Partie der westlichen Eingangsseite vollständig erhalten geblieben, zu einem wesentlichen Teil auch an den Langhauswänden. Stuckierung und Gemälde der Decke stammen vollständig aus den Jahren 1802/03. Das ovale Hauptgemälde erstreckt sich über drei Joche. Es stammt von Giovanni Battista Bagutti aus Rovio und stellt den Heiligen Martin von Tours dar, der in den Himmel aufsteigt. Weitere ovale Gemälde desselben Künstlers zeigen das Wunder der Auferweckung eines toten Kindes (im zweithintersten Joch) sowie Martins Tod (im zweitvordersten Joch). Über dem Südportal ist ein grossformatiges, um 1740 entstandenes Gemälde des Johannes Nepomuk zu finden. Die angebaute Sakristei ist dreigeschossig, wobei das untere Geschoss den ursprünglichen Zustand von 1602/03 vollständig bewahrt hat.
Der um sechs Stufen erhöhte Chor weist ebenfalls Bestandteile der ursprünglichen Ausstuckierung auf. Das Steingewölbe hielt zwar dem Brand von 1799 stand, doch schlug man dort die Stuckaturen weg. Das Chordeckengemälde von Bagutti zeigt die Anbetung des Lammes aus der Offenbarung des Johannes, ein in der Deutschschweiz seltenes Motiv. Der 1804 von Carlo Andrea Galetti entworfene Hochaltar vereint zwei italienische Altartypen, Ziborium und Retabel. Die Sockelzonen beider Elemente bestehen aus Marmor, die oberen Partien aus Stuckmarmor. Auf der kupfervergoldeten Tür des Tabernakels ist in Form einer Silberschmiedearbeit das letzte Abendmahl abgebildet. Von Franz Abart stammen weiss gefasste Holzstatuen der Apostel Paulus und Petrus, von Josef Anton Mesmer das Altarbild mit einer Kreuzigungsszene. Das Chorgestühl wurde 1808 von Felix Anton Hediger geschaffen. An den Chorwänden hängen zwei Gemälde. Jenes an der Südseite zeigt die Anbetung der Hirten, entstand um 1605/10 und stammt von einem nicht identifizierten Maler aus Oberitalien. Aus dem zweiten Viertel des 17. Jahrhunderts stammt das Gemälde an der Nordseite, das vermutlich von einem Maler aus der Region Venetien stammt; Motiv ist das Gastmahl im Hause des Pharisäers Simon.
Die zwei Nebenaltäre im Langhaus, beide 1804 von Galetti geschaffen, sind als Flachretabel aus Stuckmarmor gebildet. An der Südseite steht der Josephsaltar mit einem Gemälde von Xaver Hecht (Tod des Heiligen Joseph). Der Marienaltar an der Nordseite enthält ein Rosenkranzbild von Joseph Anton Mesmer. Die 1803 von Galetti entworfene und 1804 von Johann Josef Moosbrugger ausgeführte Kanzel ist fein instrumentiert und figurenreich. Das Hauptrelief am Kanzelkorb zeigt die Frau des Zebedäus, das Medaillon auf der Schmalseite Johannes den Täufer. Der Schalldeckel ist mit zahlreichen goldenen Ornamentbändern geschmückt, ergänzt wird die Kanzel durch Plastiken der Evangelistensymbole und einen Posaunenengel. 
Orgeln

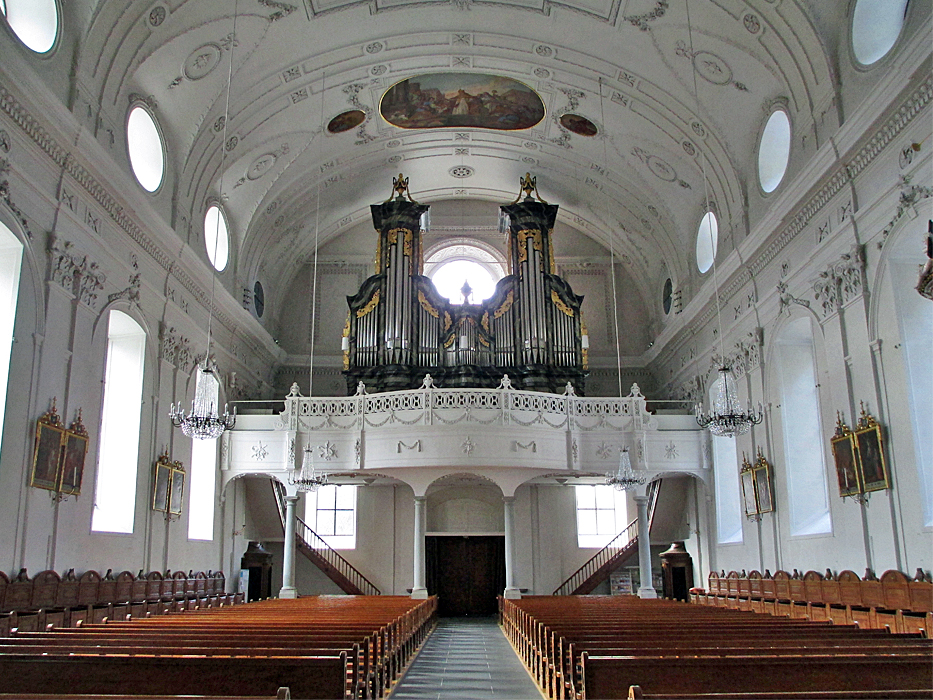
Blick zur Orgelempore

Die Orgel auf der stuckierten, nach vorne ausschwingenden Empore ist ein Werk der  Luzerner Orgelfirma Cäcilia AG von 1971/72, die das Werk mit 50 Registern auf drei Manualen und Pedal in das vorhandene historische Gehäuse der Vorgängerorgel eingebaut hat. Diese hatten die Gebrüder Carlen aus Gluringen 1806–1809 gefertigt, nachdem ein Dorfbrand im Jahr 1799 auch die Orgel von 1775 des Orgelbauers Carl Josef Maria Bossart mit 32 Registern vernichtet hatte. Nach mehreren Reparaturen und Umbauten war diese Orgel 1904 so schadhaft, dass Orgelbauer Friedrich Goll 1905 ein neues Instrument mit wieder 32 Registern in das vorhandene Gehäuse einbaute, das 1915 auf 37 Register erweitert wurde. Die aktuelle Orgel wurde 1985 einer Revision durch die Cäcilia AG unterzogen und erhielt 2004 eine elektronische Setzeranlage durch die Firma Mathis AG, Näfels.
Seit 2022 ist in der Kirche auch eine kleine Chororgel mit fünf Registern vorhanden, die 1969 von der Mathis AG gebaut worden war.

## Glocken
Die Pfarrkirche St. Martin besitzt ein historisch sehr wertvolles Ensemble. Das Geläut besteht aus sieben Glocken von verschiedenen Gissern, die vorwiegend im Raum Aarau tätig waren. Sebastian Rüetschi ist ein Vorgängergiesser der heutigen Firma H. Rüetschi in Aarau, damals noch in Zofingen.
Das volle Geläut ist nur den höchsten Feiertagen vorbehalten. Man läutet an Feiertagen um 09.50 für 10 Minuten. Zum Vorläuten wird die grosse Glocke verwendet.
| Glocke | Name                     | Gussjahr | Giesser, Gussort                              | Gewicht ca. | Schlagton |
| ------ | ------------------------ | -------- | --------------------------------------------- | ----------- | --------- |
| 1      | Grosse Glocke            | 1827     | Sebastian Rüetschi, Suhr                      | 3600 kg0    | A°        |
| 2      | Wetter- oder Feuerglocke | 1803     | S. Sutermeister, H. Kunz, J. Haller, Zofingen | 1800 kg0    | cis'      |
| 3      | Wiseglocke               | 1803     | Sebastian Rüetschi, Suhr                      | 900 kg      | e'        |
| 4      | End-Glocke               | 1803     | S. Sutermeister, H. Kunz, J. Haller, Zofingen | 540 kg      | g'        |
| 5      | Kinderlehr-Glocke        | 1871     | Gebr. Rüetschi, Aarau                         | 450 kg      | a'        |
| 6      | –                        | 1803     | S. Sutermeister, H. Kunz, J. Haller, Zofingen | 250 kg      | ais'      |
| 7      | Kinderend-Glocke         | 1803     | S. Sutermeister, H. Kunz, J. Haller, Zofingen | 180 kg      | cis''     |